# Cassandra Nova
Cassandra Nova est une super-vilaine appartenant à l'univers de Marvel Comics, apparue pour la première fois dans New X-Men #114 en 2001.

## Origine
Cassandra Nova est un parasite, la sœur jumelle qu'aurait dû avoir le Professeur Xavier. Aurait, car Xavier l'a fait disparaître dans l'utérus même de leur mère, la voyant comme une rivale ou une menace. Elle a pourtant survécu sous une forme astrale, subsistant sur l'énergie mentale de l'humanité. Grâce à cette énergie, elle se créa un corps physique, en copiant l'ADN de son frère.
Elle chercha à prendre sa revanche sur son « double » et ses alliés : les X-Men et son amour, Lilandra.
Elle réussit à convaincre le dernier parent vivant du Docteur Bolivar Trask, Donald, d'activer deux énormes Sentinelles et de les envoyer détruire Genosha, une nation insulaire abritant 16 millions de mutants. Elle copia puis assimila l'ADN de Trask, pour pouvoir contrôler elle-même les monstres métalliques, puis s'infecta de nano-sentinelles, juste avant d'être capturée par Cyclope et Wolverine.
Enfermée à l'Institut Xavier, elle se libéra et utilisa Cérébro pour échanger son corps avec celui de Xavier. Emma Frost arriva trop tard et brisa le cou du corps de Cassandra. Xavier, piégé dans le corps paralysé de sa sœur, ne put avertir les X-Men avant que sa sœur, désormais dans son corps, ne l'abatte à coups de revolver.
Quand Le Fauve découvrit que Cassandra et Xavier partageaient le même ADN, elle utilisa sa télépathie sur Le Bec pour plonger Hank dans le coma à coups de batte de baseball. Il se réveille pour retrouver le corps de Cassandra où est enfermé l'esprit de Xavier.
Elle partit juste après rejoindre Lilandra au sein de l'espace Shi'ar et réussit à rendre folle son Impératrix, dans le but de détruire l'empire alien.
Elle envoya la Garde Impériale Shi'ar combattre les X-Men sur Terre. Mais la Garde découvrit finalement le complot orchestré et tenta de l'arrêter sans succès.
Elle revint sur Terre dans le but d'utiliser Cérébro et tuer tous les mutants, mais Jean Grey (possédée par le Phénix) réussit à sauver l'esprit de Xavier en l'éparpillant dans les esprits de tous les mutants de la Terre. Quand Cassandra se servit de Cérébro, l'esprit de Xavier se reconstitua et chassa Cassandra Nova hors du corps de Xavier.
Sans corps, Cassandra n'était qu'un tas d'énergie psychique aveugle. Elle fut piégée par Emma Frost, qui la coinça dans le corps d'un alien polymorphe, Stuff.
Elle est réapparue dernièrement comme membre du cercle intérieur du Club des Damnés, mais on ne sait pas comment elle a pu récupérer un corps.

## Pouvoirs
- Cassandra est un parasite mental, capable d'assimiler de l'ADN humain et de créer son propre corps. À la base, elle n'est qu'une entité astrale alien, télépathe et télékinésiste.
- Ayant copié celui de Charles Xavier, elle a accès à son génome mutant, et possède donc les mêmes pouvoirs que lui, mais sans son expérience.
- Elle peut traverser la matière et guérir rapidement les dégâts qu'elle subit.
- Désormais dans le corps inerte d'un alien polymorphe, elle pourrait récupérer ses pouvoirs psioniques et ceux de l'alien.

## Apparitions dans d'autres médias
Cassandra Nova apparait dans le film Deadpool and Wolverine de 2024, interprétée par Emma Corrin.